# 매니투
매니투(Manitou)는 알곤킨족 계열 북미 원주민들의 신앙에서 나타나는, 근본적인 영적인 생명력 개념이다. 이로쿼이족의 오렌다와 비슷하다. 매니투는 모든 곳에 있다. 생명체, 주변 환경, 특정한 사건 모두 매니투가 있다.
“선한 영”을 아샤아 매니투(Aashaa monetoo)라 하고, “나쁜 영”을 오체헤 매니투(otshee monetoo)라고 한다. 쇼니족 신화에서는 아샤 매니투(Aasha Monetoo)라는 “위대한 신령(Great Spirit)”이 있어서 인간들에게 땅을 주었다고 한다.

## 같이 보기
- 모니토군